# Lepidostoma
Lepidostoma là một chi thực vật có hoa trong họ Thiến thảo (Rubiaceae).

## Loài
Chi Lepidostoma gồm các loài: